# Albert Clemenceau
Pour les articles homonymes, voir Clemenceau (homonymie).
Albert Clemenceau, né Albert Adrien Clemenceau à Nantes le 23 février 1861 et mort le 4 décembre 1927 dans le 16e arrondissement de Paris, est un avocat et homme politique français.

## Biographie
Il était le frère de Georges Clemenceau. Il épousa en 1888, Marthe, la fille de Paul Meurice.
Il fut, aux côtés de Me Fernand Labori, l'un des défenseurs dans les procès de l'affaire Dreyfus pour le journal L'Aurore et pour son gérant. Il produisit des articles juridiques dans La Justice et L'Aurore.

## Pour approfondir